# Angelika de la Cruz
María Lourdes Egger Dela Cruz-Casareo (29 de octubre de 1981, Ciudad Quezón) conocida artísticamente como Angelika de la Cruz, es una actriz y cantante filipina. Es hija de padre filipino y madre ítala-austriaca Angelica Egger.
Comenzó su carrera en 1995 y desde entonces ha trabajado como actriz en televisión y también en películas. La mayoría de las series televisivas que trabajó, fueron difundidas por la red GMA-7, así como también grabó varios álbumes. Actualmente es una de las artistas que ha firmó contrato con la cedena televisiva de GMA, desde que decidió dejar su transferencia con la red ABS-CBN en el 2007. Tiene su hermana menor Mika Dela Cruz, quien también es actriz y cantante y otros dos hermanos Eduardo y Erick, el primero es el vocalista principal de la banda "Freshmen". De la Cruz también es propietaria de un bar y restaurante.  Durante su estancia en el mundo del espectáculo, ha actuado con Jericho Rosales, Víctor Neri, el difunto Miko Sotto, Derek Ramsay y Keempee de León.  El actor Aarón Villena y el cantante pop Erik Santos,  fueron también algunas de las estrellas que gozaban de su entusiasmo.
El 12 de octubre de 2008, en un episodio de un  espectáculo central, en la televisión nacional reveló que ya se había casado con su novio Orion Casareo desde agosto de dicho año y que esperaba un hijo.  El 20 de marzo de 2009 a las 10:06, Angelika dio a luz a su hijo Gabriel "Gabby" Casareo (por cesárea en el Hospital UERM).

## Filmografía

### Películas
| Año  | Producción  | Películas                         | Personaje/Caracter |
| 2002 | Viva Films  | S2pid Luv                         | Wendy              |
| 2002 | Viva Films  | Hari ng Selda: Anak ni Baby Ama 2 | Angelica           |
| 2000 | GMA Films   | Deathrow                          | Isabel             |
| 1999 | Star Cinema | Esperanza the Movie               | Cecille / Regina   |
| 1999 | Regal Films | Seventeen so kaka                 | Neneng             |
| 1998 | Star Cinema | Magandang Hatinggabi              | Marianne           |
| 1997 | Star Cinema | Ipaglaban Mo II                   | Agnes              |
| 1997 | Regal Films | Huwag Mo Nang Itanong             | Cely               |
| 1997 | Regal Films | Mananggal ng Maynila              | Unknown            |
| 1996 | Regal Films | Istokwa                           | Lea                |
| 1996 | Regal Films | Nights of Serafina                | Diana              |

### Shows de Televisión
| Año  | Show                                                    | Personajes                                                    | Canal       |
| ---- | ------------------------------------------------------- | ------------------------------------------------------------- | ----------- |
| 2008 | LaLola                                                  | Sabrina Starr                                                 | GMA Network |
| 2008 | Una Kang Naging Akin                                    | Vanessa Yumul                                                 | GMA Network |
| 2008 | Babangon Ako't Dudurugin Kita                           | Via Fausto                                                    | GMA Network |
| 2007 | Prinsesa ng Banyera                                     | Mayumi Burgos / Daphne Pertierra                              | ABS-CBN     |
| 2007 | 'Komiks Presents: Si Pedro Penduko at ang mga Engkantao | Kalagua / Dr. Eva Tabinas                                     | ABS-CBN     |
| 2007 | Little Big Superstar                                    | Star Judge                                                    | ABS-CBN     |
| 2006 | Bituing Walang Ningning                                 | Lavinia Arguelles                                             | ABS-CBN     |
| 2005 | Ikaw Ang Lahat Sa Akin                                  | Karri Medrano                                                 | ABS-CBN     |
| 2004 | Entertainment Konek                                     | Host                                                          | ABS-CBN     |
| 2004 | MTB: Ang Saya Saya                                      | Host                                                          | ABS-CBN     |
| 2003 | Sana'y Wala Nang Wakas                                  | Mary Ann Santos                                               | ABS-CBN     |
| 2003 | ASAP Mania                                              | Host / Performer                                              | ABS-CBN     |
| 2002 | Habang Kapiling Ka                                      | Erica Malvarosa                                               | GMA Network |
| 2001 | Ikaw Lang Ang Mamahalin                                 | Mylene Fuenteballa / Katherine Morales / Carmencita San Diego | GMA Network |
| 2000 | Umulan Man O Umaraw                                     | unknown                                                       | GMA Network |
| 2000 | Liwanag Sa Hatinggabi                                   | Unknown                                                       | GMA Network |
| 2000 | Click                                                   | Oli                                                           | GMA Network |
| 1999 | Pintados                                                | Diwata / Reewa Zulueta                                        | GMA Network |
| 1999 | Di Ba't Ikaw                                            | Arlene                                                        | GMA Network |
| 1999 | SOP Rules                                               | Host / Performer                                              | GMA Network |
| 1997 | Oka Tokat                                               | Teresa / Antonina Rosalinda Ocampo                            | ABS-CBN     |
| 1997 | Esperanza                                               | Cecille Montejo / Regina Salviejo                             | ABS-CBN     |
| 1996 | Mara Clara                                              | Joyce                                                         | ABS-CBN     |

### Apariciones notables en TV
| 'Año' | 'Shows en TV'                                              | 'Personaje/Carácter'   | 'Canal'     |
| 2009  | Quickfire                                                  | invitada               | Qtv         |
| 2008  | ESP (Affairs of the Heart Episode)                         | Elena                  | GMA Network |
| 2008  | SiS (Babangon Ako't Chichikahin Kita Episode)              | invitada               | GMA Network |
| 2008  | Kung Ako Ikaw (Coffee-maker Episode)                       | invitada/ganadora      | GMA Network |
| 2008  | Nuts Entertainment (Balakubak Portion)                     | invitada               | GMA Network |
| 2007  | Homeboy (Girl, Keri Natin To Episode)                      | invitada               | ABS-CBN     |
| 2007  | Persona                                                    | Anfitriona invitada    | Cinema One  |
| 2006  | Komiks Presents: Da Adventures of Pedro Penduko            | Manananggal            | ABS-CBN     |
| 2006  | Homeboy (Nasa Puso ang Ningning Episode)                   | invitada               | ABS-CBN     |
| 2006  | Your Song (TV series) (Malas Mo)                           | Anacleta               | ABS-CBN     |
| 2006  | Maalaala Mo Kaya (Elevator)                                | Anna                   | ABS-CBN     |
| 2005  | Komiks (Lightning Roda)                                    | Lightning Roda         | ABS-CBN     |
| 2005  | Maalaala Mo Kaya (The Keanna Reeves Story)                 | Keanna Reeves          | ABS-CBN     |
| 2005  | Nginiig (Suicide)                                          | Mickey                 | ABS-CBN     |
| 2005  | Shall We Dance: The Celebrity Dance Challenge (Season One) | Sí misma               | ABC-5       |
| 2005  | Maalaala Mo Kaya (The Jenny Suico Story)                   | Jenny Suico            | ABS-CBN     |
| 2004  | Morning Star                                               | Host                   | ABS-CBN     |
| 2004  | Maalaala Mo Kaya (The Christina de Castro Story)           | Christina de Castro    | ABS-CBN     |
| 2003  | Victim                                                     | invitada coanfitriona  | ABS-CBN     |
| 2003  | Maalaala Mo Kaya (Ferris Wheel)                            | Nancy                  | ABS-CBN     |
| 2003  | Maalaala Mo Kaya (The Sheryn Regis Story)                  | Sheryn Regis           | ABS-CBN     |
| 2002  | Nagmamahal, Manay Gina (Sa Tamang Panahon)                 | Unknown                | GMA Network |
| 2002  | Magpakailanman (The Snooky Serna Story)                    | Snooky Serna           | GMA Network |
| 2002  | Daddy Di Do Du                                             | Bibsy                  | GMA Network |
| 2001  | Kool Ka Lang (Kung Sana Ay Ikaw Episode)                   | Katherine              | GMA Network |
| 2001  | GMA Telesine Special (Adelantada)                          | Adel                   | GMA Network |
| 2000  | Bubble Gang                                                | Semi-Regular / Herself | GMA Network |
| 2000  | Kahit na Magtiis (Efren Sorbetero)                         | Joanne                 | GMA Network |
| 1999  | GMA Telesine Specials (Propeta)                            | Propeta                | GMA Network |
| 1999  | GMA Telesine Specials (Hilakbot)                           | Annie                  | GMA Network |
| 1998  | Magandang Tanghali Bayan                                   | Host/Performer         | ABS-CBN     |
| 1997  | Eezy Dancing                                               | artista invitada       | ABC 5       |

### TV Especiales
| 'Año' | 'Shows de Televisión'                                   | 'Personaje/Caracteres'      | 'Canal'     |
| 2007  | Showbiz Central (Babangon Ako't Dudurugin Kita Special) | Guest                       | GMA Network |
| 2007  | Bida ng Buhay Ko: The 20 Years of Judy Ann Santos       | Performer                   | ABS-CBN     |
| 2006  | Bituing Walang Ningning: Isang Pasasalamat              | Herself                     | ABS-CBN     |
| 2006  | Your Song: Bituing Walang Ningning Special              | Herself / Lavinia Arguelles | ABS-CBN     |
| 2004  | 2004 Himig Handog Love Songs                            | Host                        | ABS-CBN     |
| 2002  | GMA Network's 53rd Anniversarry                         | Performer                   | GMA Network |

## Discografía
| Año de Lanzamiento | Título                             | Listado de pista |
| ------------------ | ---------------------------------- | --- |
| 1996 BMG Records   | Angelika                           | Fill the World with love Hindi lamang sa Pangarap Sa Atin Lang Kung Bubuksan Mo Man ang Puso Ko Now you Go Sasabihin Ko Na Ba? Ready to Fall In Love Again Tanging Puso Lang Di Ko Alam Pagkatapos ng Gabi |
| 1999 BMG Records   | My Only Wish                       | I Miss You Paano ba? Nadevelop Hold Me in your Arms Sana ay Magbalik Ka Let the Love Begin Don't throw it Away In the Heat of Summer My Only Wish Ipangako Mo                                              |
| 1999               | In My Dreams                       | Unknown Tracks |
| 2001               | Metropop Song Festival             | A Day and A Night More |
| 2006 Star Records  | Bituing Walang Ningning Soundtrack | Miss Na Miss Kita Dito ba? (feat. Sarah Geronimo) |

### Soundtrack
| Título de la canción        | Detalles                                                                                     |
| --------------------------- | -------------------------------------------------------------------------------------------- |
| Habang May Buhay            | Themesong of the movie "Hari ng Selda"                                                       |
| Alam kong di ako, Okey Lang | One of the themesongs in the soap series "Sana'y Wala Nang Wakas"                            |
| Sana ay di na Magwakas      | Tagalog version of the Japanese animated series "Sailormoon"                                 |
| Ikaw Lang Ang Mamahalin     | Themesong of the soap series "Ikaw Lang Ang Mamahalin"                                       |
| Muli                        | A song used in the series Ikaw Lang Ang Mamahalin which features a duet with Gary Valenciano |
| Liwanag sa Hatinggabi       | Themesong of the mini-series of the same title                                               |
| Umulan man o Umaraw         | Themesong of the mini-series of the same title                                               |

## Premios y nominaciones
| 'Año' | 'Filmes Premio/Críticas'                            | 'Premio/Nominación'                                                                  |
| 2008  | Maxim Philippines' 100 Hottest Women on the Planet  | Ranked 79                                                                            |
| 2007  | PMPC Star Awards for Television                     | Best Actress Nominee for "Bituing Walang Ningning"                                   |
| 2007  | 100 Most Beautiful Filipina of 2007                 | Ranked 61                                                                            |
| 2006  | 100 Most Beautiful Filipina of 2006                 | Ranked 17                                                                            |
| 2005  | Shall We Dance: The Celebrity Dance Challenge       | Grand Champion                                                                       |
| 2003  | PMPC Star Awards for Television                     | Best Actress Nominee for "Habang Kapiling Ka"                                        |
| 2001  | Metropop 2001                                       | Song Interpreter of the year Nominee for the song "A Day and a Night More"           |
| 2001  | Gintong Parangal ng Malabon                         | Gintong Parangal Awardee                                                             |
| 2000  | FAMAS 2000, 49TH Annual Awards                      | German Moreno Youth Achievement Awardee                                              |
| 2000  | Metro Manila Film Festival                          | Best Supporting Actress Nominee for the movie "Deathrow"                             |
| 1999  | Metro Manila Film Festival                          | Best Supporting Actress Nominee for the movie "Esperanza"                            |
| 1999  | Moviestar Magazine: 15 Most Brightest Stars of 1999 | Ranked 15                                                                            |
| 1998  | PMPC Star Awards for television                     | Best Single Performance by an Actress Nominee for the GMA Telesine "Propeta"         |
| 1998  | Parangal ng Bayan                                   | People's Choice Awardee for Most Promising Female Performer Category                 |
| 1997  | Parangal ng Bayan                                   | People's Choice Awardee for Most Promising Female Performer Category                 |
| 1997  | Star Awards for Television                          | Best Single Performance by an Actress Nominee for Maalaala Mo Kaya episode "Jeepney" |
| 1997  | PMPC Star Awards for Movies                         | Best New Actress of the Year for the movie "Nights of Serafina"                      |
| 1993  | Likhawit                                            | 4th Placer, Amateur Division                                                         |